# دیوید شوالرو
دیوید شوالرو (انگلیسی: David Chevallereau؛ زادهٔ ۱۰ آوریل ۱۹۶۹) بازیکن فوتبال اهل فرانسه است.